# 1987-es Formula–1 brit nagydíj
Az 1987-es Formula–1-es világbajnokság  hetedik futama a brit nagydíj volt.

## Futam
Silverstone-ban ezúttal Piquet szerezte meg az első rajthelyet Mansell, Senna és Prost előtt.
Prost jobban rajtolt, mint a két Williams, így az élre állt. Piquet azonban már a második kanyarban visszaelőzte, majd Mansell is lehagyta. Mindkét Williams kerékcsere nélkül tervezte a futam teljesítését, azonban Mansell erős vibrációval küzdött, ezért kiállt a boxba új gumikért. 28 körrel a leintés előtt 29 másodperces hátránnyal tért vissza a pályára Piquet mögé. Ettől kezdve Mansell az új gumikon gyorsan zárkózott fel csapattársára, összesen 11-szer döntötte meg a pályacsúcsot. Az utolsó körökben utolérte, majd a 63. körben megelőzte csapattársát a Stowe-kanyarban, egy különleges előzési manőverrel. Mansell győzött hazai versenyén Piquet, Senna és Nakadzsima előtt, így az első négy helyen mind Honda-motoros autó ért célba.
|         | Rsz. | Versenyző          | Csapat                 | Körök | Idő/Kiesések      | Rajthely | Pontok |
| ------- | ---- | ------------------ | ---------------------- | ----- | ----------------- | -------- | ------ |
| 1       | 5    | Nigel Mansell      | Williams-Honda         | 65    | 1:19:11,780       | 2        | 9      |
| 2       | 6    | Nelson Piquet      | Williams-Honda         | 65    | + 1,918           | 1        | 6      |
| 3       | 12   | Ayrton Senna       | Lotus-Honda            | 64    | + 1 kör           | 3        | 4      |
| 4       | 11   | Nakadzsima Szatoru | Lotus-Honda            | 63    | + 2 kör           | 12       | 3      |
| 5       | 17   | Derek Warwick      | Arrows-Megatron        | 63    | + 2 kör           | 13       | 2      |
| 6       | 19   | Teo Fabi           | Benetton-Ford          | 63    | + 2 kör           | 6        | 1      |
| 7       | 20   | Thierry Boutsen    | Benetton-Ford          | 62    | + 3 kör           | 5        |        |
| 8 (1)   | 3    | Jonathan Palmer    | Tyrrell-Ford           | 60    | + 5 kör           | 23       |        |
| 9 (2)   | 14   | Pascal Fabre       | AGS-Ford               | 59    | + 6 kör           | 25       |        |
| Kiesett | 4    | Philippe Streiff   | Tyrrell-Ford           | 57    | Motorhiba         | 22       |        |
| HN      | 9    | Martin Brundle     | Zakspeed               | 54    | Nincs mért ideje  | 17       |        |
| Kiesett | 1    | Alain Prost        | McLaren-TAG            | 53    | Motorhiba         | 4        |        |
| Kiesett | 27   | Michele Alboreto   | Ferrari                | 52    | Felfüggesztés     | 7        |        |
| Kiesett | 18   | Eddie Cheever      | Arrows-Megatron        | 45    | Motorhiba         | 14       |        |
| Kiesett | 23   | Adrián Campos      | Minardi-Motori Moderni | 34    | Üzemanyagrendszer | 19       |        |
| Kiesett | 21   | Alex Caffi         | Osella-Alfa Romeo      | 32    | Motorhiba         | 20       |        |
| Kiesett | 10   | Christian Danner   | Zakspeed               | 32    | Váltó             | 18       |        |
| Kiesett | 7    | Riccardo Patrese   | Brabham-BMW            | 28    | Turbó             | 11       |        |
| Kiesett | 2    | Stefan Johansson   | McLaren-TAG            | 18    | Motorhiba         | 10       |        |
| Kiesett | 24   | Alessandro Nannini | Minardi-Motori Moderni | 10    | Motorhiba         | 15       |        |
| Kiesett | 8    | Andrea de Cesaris  | Brabham-BMW            | 8     | Turbó             | 9        |        |
| Kiesett | 28   | Gerhard Berger     | Ferrari                | 7     | Baleset           | 8        |        |
| Kiesett | 30   | Philippe Alliot    | Larrousse-Ford         | 7     | Váltó             | 21       |        |
| Kiesett | 25   | René Arnoux        | Ligier-Megatron        | 3     | Elektronika       | 16       |        |
| Kiesett | 16   | Ivan Capelli       | March-Ford             | 3     | Baleset           | 24       |        |
| Kizárva | 26   | Piercarlo Ghinzani | Ligier-Megatron        | 0     | Kizárva           | 19       |        |

## Statisztikák
Vezető helyen:
- Nelson Piquet: 62 (1-62)
- Nigel Mansell: 3 (63-65)

Nigel Mansell 10. győzelme, 7. leggyorsabb köre, Nelson Piquet 20. pole-pozíciója.
- Williams 34. győzelme.